# José de Fuenzalida y Villeta
José de Fuenzalida y Villeta (Melipilla, 1757-Santiago, 1825) fue un político chileno. Educado en el Colegio Carolino, se dedicó a la hacienda agrícola de su padre.

## Actividades públicas
- Militante del Bando Moderado.
- Miembro la Junta Gubernativa del Reino de Chile (1811).
- Diputado por Melipilla, al primer Congreso Nacional (1811).
- Miembro de la Junta Superior de Gobierno (1811).
- Diputado por Melipilla (1823).

Por razones de salud, consiguió licencia para ausentarse del Congreso Nacional y fue reemplazado por Tadeo Silva, retirándose a su hacienda donde falleció algunos años más tarde.